# フレデリック・フォレスト
フレデリック・フォレスト（Frederic Forrest, 1936年12月23日 - 2023年6月23日）は、アメリカ合衆国の俳優。本名はフレデリック・フェニモア・フォレスト・ジュニア（Frederic Fenimore Forrest Jr.）。

## 経歴
テキサス州ワクサハチーに生まれ育つ。俳優を志し、テキサス・クリスチャン大学とオクラホマ大学で舞台芸術と放送について学ぶが、両親の強い反対に遭い、卒業後は軍隊に入隊、6年を過ごす。
除隊後、テキサスの劇団に加わり活動した後、両親の反対を押し切り、俳優になるためニューヨークに赴き、アクターズ・スタジオでリー・ストラスバーグやサンフォード・マイズナーらに演技を学ぶ。オフ・ブロードウェイでいくつかの舞台に立ち、端役で映画デビューした後、ロサンゼルスに移る。通っていたアクターズ・スタジオ・ウエストのスチュアート・ミラーの目に止まり、彼の推薦でオーディションを受け、1972年公開の『伝説の死すとき』で本格的デビューを飾る。チェロキーの青年を演じ、ゴールデングローブ賞最有望新人賞にノミネートされ、期待の新人として注目される。
1973年には、アンソニー・クイン主演のマフィア映画『ザ・ファミリー』、フランシス・コッポラとの最初の仕事となる『カンバセーション…盗聴…』に出演。
マーロン・ブランド、ジャック・ニコルソン共演の西部劇『ミズーリ・ブレイク』、ラリー・コーエン監督の続編ホラー『悪魔の赤ちゃん2』などに出演した後、1979年公開のコッポラ監督作『地獄の黙示録』と、マーク・ライデル監督の『ローズ』の2作で全米映画批評家協会賞最優秀助演男優賞を受賞したほか、アカデミー賞、ゴールデングローブ賞、ニューヨーク映画批評家協会賞の最優秀助演男優賞にノミネートされ、再び大きな注目を浴び、期待の若手俳優と目される。フォレストに演技を教えたFred Karemanは「とても繊細で感受性が強い」と、その演技を評している。1982年には『地獄の黙示録』に続くコッポラ監督の新作ミュージカル『ワン・フロム・ザ・ハート』と、コッポラ製作、ヴィム・ヴェンダース監督の『ハメット』の2本に主演。2作ともコッポラの意欲作で、特に後者では、フォレストはタイトル・ロールである実在の作家、ダシール・ハメットを「双子」と称されるほど雰囲気まで見事に演じたが、両作品に対する評価は芳しくなく、興行成績も振るわなかったため、フォレストは主演級の集客力のあるスターではないと判断される結果となってしまった。
しかし、監督や出演者から寄せられる彼の演技力に対する信頼は厚く、信頼できる助演者として起用され、ジョエル・シュマッカー監督の『フォーリング・ダウン』や、ジョン・フランケンハイマー監督のテレビドラマ3作品（『ウォール・オブ・アッティカ』、『Andersonville』、『ジョンソン大統領 ヴェトナム戦争の真実』）のほか、ジョニー・デップの初監督作『ブレイブ』などの作品で、それぞれ違った役を演じ、印象を残している。ただ、多くの場合、あまり作品に恵まれているとは言えず、才能を存分に発揮する機会がなかった。2006年、久し振りのメジャー作品となるショーン・ペン監督の『オール・ザ・キングスメン』に主人公の父親役でカメオ出演した。

## エピソード
- フランシス・コッポラが設立したゾーエトロープ・スタジオと最初に契約した俳優の一人で、『地獄の黙示録』で虎をけしかけられて非常な恐怖を味わわされたり[4]、『ワン・フロムザ・ハート』と『ハメット』の失敗があった後も親交は続き、1988年にはコッポラの分身の様な主人公を支えるメカニック役で『タッカー』に出演したほか、コッポラの実妹で女優のタリア・シャイアの初監督作『官能』にも顔を出している。『地獄の黙示録』撮影中のフォレストについて、助監督を務めたジェリー・ザイスマーは著書の中で「良い俳優」で「フランシス（・コッポラ）と映画にとって完璧」だったが、「じっとしておらず」「フレッド（・フォレスト）とサム（・ボトムズ）は見張っていなければならない要注意人物」だったと述べている[4]。脚本には無かったシェフの最期（途中で考えられ決定し、頭部も制作されていたが、フォレストには伝えられていなかった）を知った際には激しく取り乱し、コッポラに猛抗議をしながらすすり泣くほど、シェフというキャラクターに抱いていた愛情と思い入れは強いもので、そのシーンの撮影には立ち会わなかった[4]。
- 『カンバセーション…盗聴…』でフォレストが演じたマーク役は、ハリソン・フォードもオーディションを受けていたが、フォレストに決定した。この作品の後（1975年）、フォレストは、カート・ラッセルら多くの俳優と共にハン・ソロ役のオーディションを受けている（その際の相手（レイア）役は『カンバセーション…盗聴…』で共演したシンディ・ウィリアムス）が[5]、そちらはフォードが選ばれた。
- 最初の大役となった『ロッキーの英雄 伝説絶ゆる時』と『ロンサム・ダブ』でチェロキーの役を演じているが、フォレストも祖母がチェロキーの血を引いている[6][7]。『ロンサム・ダブ』のチェロキーとメキシコ人の混血という設定のブルー・ダック役は、スタッフのイメージするチャールズ・ブロンソンに代わる俳優が見つけられず、クラウス・キンスキーの名前が挙がるほど俳優の選定が難航していた。依頼を受けたフォレストは、ネイティブ・アメリカンの俳優が演じるべき役ではないかと断ったが、知名度と信頼性を求める制作局の意向もあり彼に決定した。しかし、制作スタッフはブロンソンとのイメージの相違に馴染めず、また、主演のロバート・デュヴァルはネイティブ・アメリカンの俳優の起用を主張してキャスティングに難色を示し、フォレストとの最初のリハーサルを拒否するなどのトラブルがあった[8]。
- ダリオ・アルジェントが初めてアメリカで撮影した『トラウマ/鮮血の叫び』のジャド医師は、アンソニー・パーキンスが演じることを想定していたが、彼が病気のため出演不可能になり、フォレストが演じる事になった。しかし、アルジェントがどんな作品を撮っている監督か、甥に教えられるまで全く知らなかった[9]。
- テレビドラマへの出演を躊躇っていたジョニー・デップが『21ジャンプストリート』への出演を了承した理由の一つは、フォレストと共演できるからだったという逸話がある[10]。
- 私生活では、1960年に最初の結婚をし、1963年に離婚。1980年に『ハメット』のスクリーン・テストで出会った共演女優のマリル・ヘナーがフォレストに一目惚れし、半年後に結婚したが、1983年に離婚した[11]。
- Fred C. Dobbsという愛猫の名前は、自身の好きなジョン・ヒューストン監督の『黄金』でハンフリー・ボガートが演じた主人公の名前が由来[12]。

## 主な出演作品

### 映画
| 公開年 | 邦題 原題                                                        | 役名                         | 備考       |
| ------ | ---------------------------------------------------------------- | ---------------------------- | ---------- |
| 1972   | ロッキーの英雄 伝説絶ゆる時 When the Legends Die                 | トム・ブラック・ブル         |            |
| 1973   | ザ・ファミリー The Don Is Dead                                   | トニー・ファーゴ             |            |
| 1973   | カンバセーション…盗聴… The Conversation                          | マーク                       |            |
| 1974   | ラリー 驚異の人間記録 Larry                                      | ラリー・ハーマン             | テレビ映画 |
| 1975   | 殺しの許可証 Permission to Kill                                  | スコット・アリソン           |            |
| 1976   | ミズーリ・ブレイク The Missouri Breaks                           | カーリー                     |            |
| 1978   | ダラスの長い日 ケネディ大統領暗殺事件 Ruby and Oswald            | リー・ハーヴェイ・オズワルド | テレビ映画 |
| 1978   | 悪魔の赤ちゃん2 It Lives Again                                   | ユージーン・スコット         |            |
| 1979   | 地獄の黙示録 Apocalypse Now                                      | ジェイ・ヒックス（シェフ）   |            |
| 1979   | ローズ The Rose                                                  | ヒューストン                 |            |
| 1982   | ワン・フロム・ザ・ハート One from the Heart                      | ハンク                       |            |
| 1982   | ハメット Hammett                                                 | ハメット                     |            |
| 1983   | ファミリー Who Eill Love My Children                             | アイヴァン・フライ           | テレビ映画 |
| 1983   | ヴァレー・ガール Valley Girl                                     | スティーヴ・リッチマン       |            |
| 1984   | シークレット・ファイル Best Kept Secrets                         | ブレイズ                     | テレビ映画 |
| 1985   | ハックルベリー・フィンの冒険 Adventures of Huckleberry Finn      |                              |            |
| 1985   | 殺意 Right to Kill?                                              | リチャード                   | テレビ映画 |
| 1986   | ダブルフェイス The Deliberate Stranger                           | ボブ・ケッペル               | テレビ映画 |
| 1988   | リトル・ガール・ロスト/娘よ Little Girl Lost                     | ティム                       | テレビ映画 |
| 1988   | タッカー Tucker: The Man and His Dream                           | エディ                       |            |
| 1989   | ミス・バークホワイトの選択 Marharet Bourke White                 | アースキン・コールドウェル   | テレビ映画 |
| 1989   | 傷だらけのキャデラック Valentino Returns                         | ソニー・ギブス               |            |
| 1989   | キャット・チェイサー Cat Chaser                                  | ノーレン                     |            |
| 1989   | ミュージックボックス Music Box                                   | ジャック・バーク             |            |
| 1990   | 黄昏のチャイナタウン The Two Jakes                               | チャック・ニューティ         |            |
| 1992   | 虚偽 シチズン・コーン Citizen Cohn                               | ダシール・ハメット           |            |
| 1992   | テキサスの風 The Habitation of Dragons                           | レオナルド                   | テレビ映画 |
| 1993   | フォーリング・ダウン Falling Down                                | ニック                       |            |
| 1993   | トラウマ/鮮血の叫び Trauma                                       | ジャド医師                   |            |
| 1994   | アナザー・ルームメイト Double Obsession                          | ポール・ハークネス           |            |
| 1994   | ウォール・オブ・アッティカ/史上最大の刑務所暴動 Against the Wall | ワイスバッド                 | テレビ映画 |
| 1994   | 逃げる天使 Chasers                                               | デューン                     |            |
| 1995   | 官能 One Night Stand                                             | マイケル                     |            |
| 1996   | ダブル・ジェパディ 悪徳警官が仕掛けた二重の危機 Double Jeopardy  | ジャック                     | テレビ映画 |
| 1997   | エンド・オブ・バイオレンス The End of Violence                   | マクダーモット               |            |
| 1997   | ブレイブ The Brave                                               | ルー・シニア                 |            |
| 1997   | ペンタゴン・クライシス One of Our Own                            | ロン・ブリッジス             |            |
| 1998   | 迫撃者 Boogie Boy                                                | Edsel Dundee                 |            |
| 1998   | デッド・オア・アライブ 監獄の街 Point Blank                      | マック・ブラッドフォード     |            |
| 1998   | 初恋 アンナの場合 Whatever                                       | カミンスキー                 |            |
| 1998   | ステルスVSステルス エグゼクティブコマンド Black Thunder          | 司令長官                     |            |
| 1998   | ナインハーフ3 The First 9 1/2 Weeks                              | デヴィッド・ミルマン         |            |
| 1999   | 罠 TRAP Implicated                                               | ルディ刑事                   |            |
| 1999   | スイートウォーター Sweetwater                                    | アレックス                   | テレビ映画 |
| 2000   | チャイルド・コレクター 溺死体 The Spreading Ground               | マイケル                     |            |
| 2000   | ブレイク・スルー 極秘機動部隊 Militia                            | ウィリアム                   |            |
| 2002   | ジョンソン大統領 ヴェトナム戦争の真実 Path to War                | アール・ホイーラー           | テレビ映画 |
| 2006   | オール・ザ・キングスメン All the King's Men'                     | ウィリーの父                 |            |

### テレビシリーズ
| 放映年 | 邦題 原題                                      | 役名                 | 備考                        |
| ------ | ---------------------------------------------- | -------------------- | --------------------------- |
| 1979   | ミセス・コロンボ Mrs.Columbo                   | マーティン           | 第2話『殺し屋の声が聞える』 |
| 1985   | Quo Vadis?                                     | ペトロニウス         | ミニシリーズ                |
| 1987   | 21ジャンプストリート 21 Jump Street            | リチャード・ジェンコ | 1stシーズン 1-7話           |
| 1989   | ロンサム・ダブ Lonesome Dove                   | ブルー・ダック       | ミニシリーズ                |
| 1992   | ヤングライダーズ The Young Riders              |                      | 3rdシーズン 21-22話         |
| 1998   | TVキャスター マーフィー・ブラウン Murphy Brown | ケニー               | 10thシーズン 19話           |